# Giro d'Italia 2000
Giro d'Italia 2000 var den 83. udgave af Giro d'Italia, en af cykelsportens Grand Tours. Løbet startede med en prolog på 4,6 km, der blev kørt gennem Rom. Løbets sidste etape var den 4. juni og endte i Milano. Tyve hold deltog i løbet, der blev vundet af italieneren Stefano Garzelli fra Mercatone Uno-Albacom holdet. Toer og treer blev de italienske ryttere Francesco Casagrande og Gilberto Simoni.

## Hold
I alt 20 hold blev inviteret at deltage ved Giro d'Italia 2000. Hvert hold sendte en trup med ni ryttere, så giroen startede med en peloton, der bestod af 180 cyielryttere. Af de 180 ryttere der startede denne udgave af Giro d'Italia, var det i alt 127 ryttere der gennemførte og kom i mål i Milano..
De 20 hold der deltog i løbet var:
| - Amica Chips-Tacconi Sport - Banesto - Cantina Tollo - Panaria-Gaerne - Farm Frites - Fassa Bortolo - Kelme-Costa Blanca | - Française des Jeux - Lampre-Daikin - Linda McCartney Racing Team - Liquigas-Pata - Mapei-Quick Step - Mercatone Uno-Albacom - Mobilvetta Design-Rossin | - Team Polti - Aguardiente Néctar-Selle Italia - Rabobank - Saeco Macchine per Caffé-Valli & Valli - Vini Caldirola - Sidermec - Vitalicio Seguros |

## Trøjernes fordeling gennem løbet
| Etape  | Vinder                      | Førertrøjen ·          | Pointtrøjen ·   | Bjergtrøjen ·        | Intergirotrøjen · | Trofeo Fast Team          | Trofeo Super Team          |
| ------ | --------------------------- | ---------------------- | --------------- | -------------------- | ----------------- | ------------------------- | -------------------------- |
| P      | Jan Hruška                  | Jan Hruška             | ikke uddelt     | ikke uddelt          | ikke uddelt       | ikke uddelt               | ikke uddelt                |
| 1      | Ivan Quaranta               | Mario Cipollini        | Ivan Quaranta   | Alessandro Petacchi  | Mario Cipollini   | Française des Jeux        | Skabelon:Cykelholddata PLT |
| 2      | Cristian Moreni             | Cristian Moreni        | Cristian Moreni | Karsten Kroon        | Matteo Tosatto    | Liquigas-Pata             | Skabelon:Cykelholddata PLT |
| 3      | Ján Svorada                 | Cristian Moreni        | Matteo Tosatto  | Karsten Kroon        | Matteo Tosatto    | Liquigas-Pata             | Skabelon:Cykelholddata PLT |
| 4      | Mario Cipollini             | Cristian Moreni        | Mario Cipollini | Karsten Kroon        | Matteo Tosatto    | Liquigas-Pata             | Skabelon:Cykelholddata PLT |
| 5      | Danilo Di Luca              | Matteo Tosatto         | Matteo Tosatto  | Karsten Kroon        | Matteo Tosatto    | Liquigas-Pata             | Fassa Bortolo              |
| 6      | Dmitri Konyshev             | Matteo Tosatto         | Matteo Tosatto  | Karsten Kroon        | Matteo Tosatto    | Liquigas-Pata             | Fassa Bortolo              |
| 7      | David McKenzie              | Matteo Tosatto         | Dmitri Konyshev | Karsten Kroon        | Matteo Tosatto    | Liquigas-Pata             | Fassa Bortolo              |
| 8      | Axel Merckx                 | José Enrique Gutiérrez | Dmitri Konyshev | Karsten Kroon        | Fabrizio Guidi    | Mapei - Quick Step        | Skabelon:Cykelholddata PLT |
| 9      | Francesco Casagrande        | Francesco Casagrande   | Dmitri Konyshev | Karsten Kroon        | Fabrizio Guidi    | Mapei - Quick Step        | Fassa Bortolo              |
| 10     | Ivan Quaranta               | Francesco Casagrande   | Dmitri Konyshev | Karsten Kroon        | Fabrizio Guidi    | Mapei - Quick Step        | Fassa Bortolo              |
| 11     | Víctor Hugo Peña            | Francesco Casagrande   | Dmitri Konyshev | Karsten Kroon        | Fabrizio Guidi    | Vini Caldirola - Sidermec | Fassa Bortolo              |
| 12     | Enrico Cassani              | Francesco Casagrande   | Dmitri Konyshev | Karsten Kroon        | Fabrizio Guidi    | Vini Caldirola - Sidermec | Fassa Bortolo              |
| 13     | José Luis Rubiera           | Francesco Casagrande   | Dmitri Konyshev | Francesco Casagrande | Fabrizio Guidi    | Mapei - Quick Step        | Fassa Bortolo              |
| 14     | Gilberto Simoni             | Francesco Casagrande   | Dmitri Konyshev | José Jaime González  | Fabrizio Guidi    | Mapei - Quick Step        | Fassa Bortolo              |
| 15     | Biagio Conte                | Francesco Casagrande   | Dmitri Konyshev | José Jaime González  | Fabrizio Guidi    | Mapei - Quick Step        | Fassa Bortolo              |
| 16     | Fabrizio Guidi              | Francesco Casagrande   | Dmitri Konyshev | José Jaime González  | Fabrizio Guidi    | Mapei - Quick Step        | Fassa Bortolo              |
| 17     | Álvaro González de Galdeano | Francesco Casagrande   | Dmitri Konyshev | José Jaime González  | Fabrizio Guidi    | Mapei - Quick Step        | Fassa Bortolo              |
| 18     | Stefano Garzelli            | Francesco Casagrande   | Dmitri Konyshev | Francesco Casagrande | Fabrizio Guidi    | Mapei - Quick Step        | Fassa Bortolo              |
| 19     | Paolo Lanfranchi            | Francesco Casagrande   | Dmitri Konyshev | José Jaime González  | Fabrizio Guidi    | Mapei - Quick Step        | Fassa Bortolo              |
| 20     | Jan Hruška                  | Stefano Garzelli       | Dmitri Konyshev | Francesco Casagrande | Fabrizio Guidi    | Mapei - Quick Step        | Fassa Bortolo              |
| 21     | Mariano Piccoli             | Stefano Garzelli       | Dmitri Konyshev | Francesco Casagrande | Fabrizio Guidi    | Mapei - Quick Step        | Fassa Bortolo              |
| Samlet | Samlet                      | Stefano Garzelli       | Dmitri Konyshev | Francesco Casagrande | Fabrizio Guidi    | Mapei - Quick Step        | Fassa Bortolo              |

## Resultater
| Trøjer      | Trøjer                                | Trøjer       | Trøjer                                    |
| ----------- | ------------------------------------- | ------------ | ----------------------------------------- |
| Pink jersey | Angiver den samlede vinder            | Green jersey | Angiver vinderen af bjergkonkurrencen     |
| Lilla trøje | Angiver vinderen af pointkonkurrencen | Blå trøje    | Angiver vinderen af intergirokonkurrencen |

|    | Rytter                     | Hold                            | Tid         |
| -- | -------------------------- | ------------------------------- | ----------- |
| 1  | Stefano Garzelli (ITA)     | Mercatone Uno-Albacom           | 98t 30' 14" |
| 2  | Francesco Casagrande (ITA) | Vini Caldirola - Sidermec       | + 1' 27"    |
| 3  | Gilberto Simoni (ITA)      | Lampre-Daikin                   | + 1' 33"    |
| 4  | Andrea Noè (ITA)           | Mapei-Quick Step                | + 4' 58"    |
| 5  | Pavel Tonkov (RUS)         | Mapei-Quick Step                | + 5' 28"    |
| 6  | Hernán Buenahora (COL)     | Aguardiente Néctar-Selle Italia | + 5' 48"    |
| 7  | Wladimir Belli (ITA)       | Fassa Bortolo                   | + 7' 38"    |
| 8  | José Luis Rubiera (ESP)    | Kelme-Costa Blanca              | + 8' 08"    |
| 9  | Serhiy Honchar (UKR)       | Liquigas-Pata                   | + 8' 14"    |
| 10 | Leonardo Piepoli (ITA)     | Banesto                         | + 8' 32"    |

|    | Rytter                               | Hold                      | Point |
| -- | ------------------------------------ | ------------------------- | ----- |
| 1  | Dimitri Konyshev (RUS)               | Fassa Bortolo             | 159   |
| 2  | Fabrizio Guidi (ITA)                 | Française des Jeux        | 119   |
| 3  | Ján Svorada (CZE)                    | Lampre-Daikin             | 116   |
| 4  | Stefano Garzelli (ITA)               | Mercatone Uno-Albacom     | 114   |
| 5  | Francesco Casagrande (ITA)           | Vini Caldirola - Sidermec | 106   |
| 6  | Gilberto Simoni (ITA)                | Lampre-Daikin             | 106   |
| 7  | Silvio Martinello (ITA)              | Team Polti                | 86    |
| 8  | Miguel Ángel Martín Perdiguero (ESP) | Vitalicio Seguros         | 73    |
| 9  | Paolo Lanfranchi (ITA)               | Mapei-Quick Step          | 70    |
| 10 | Wladimir Belli (ITA)                 | Fassa Bortolo             | 67    |

|    | Rytter                         | Hold                            | Point |
| -- | ------------------------------ | ------------------------------- | ----- |
| 1  | Francesco Casagrande (ITA)     | Vini Caldirola - Sidermec       | 71    |
| 2  | Chepe González (COL)           | Aguardiente Néctar-Selle Italia | 71    |
| 3  | Stefano Garzelli (ITA)         | Mercatone Uno-Albacom           | 47    |
| 4  | Gilberto Simoni (ITA)          | Lampre-Daikin                   | 42    |
| 5  | Karsten Kroon (NED)            | Rabobank                        | 31    |
| 6  | Félix Cárdenas (ESP)           | Kelme-Costa Blanca              | 21    |
| 7  | José Enrique Gutiérrez (ESP)   | Kelme-Costa Blanca              | 21    |
| 8  | Paolo Lanfranchi (ITA)         | Mapei-Quick Step                | 16    |
| 9  | Dario Frigo (ITA)              | Fassa Bortolo                   | 15    |
| 10 | José Javier Gomez Gozalo (ESP) | Kelme-Costa Blanca              | 13    |

|    | Rytter                               | Hold                      | Tid         |
| -- | ------------------------------------ | ------------------------- | ----------- |
| 1  | Fabrizio Guidi (ITA)                 | Française des Jeux        | 62t 50' 05" |
| 2  | Dimitri Konyshev (RUS)               | Fassa Bortolo             | + 57"       |
| 3  | Diego Ferrari (ITA)                  | Amica Chips-Tacconi Sport | + 1' 38"    |
| 4  | Jan Hruska (CZE)                     | Vitalicio Seguros         | + 2' 01"    |
| 5  | Daniele Contrini (ITA)               | Liquigas-Pata             | + 2' 03"    |
| 6  | Ján Svorada (CZE)                    | Lampre-Daikin             | + 2' 27"    |
| 7  | Karsten Kroon (NED)                  | Rabobank                  | + 2' 52"    |
| 8  | Serhiy Honchar (UKR)                 | Liquigas-Pata             | + 2' 56"    |
| 9  | Miguel Ángel Martín Perdiguero (ESP) | Vitalicio Seguros         | + 2' 58"    |
| 10 | Víctor Hugo Peña (COL)               | Vitalicio Seguros         | + 3' 07"    |

|    | Hold                            | Tid          |
| -- | ------------------------------- | ------------ |
| 1  | Mapei-Quick Step                | 295t 29' 39" |
| 2  | Vitalicio Seguros               | + 31' 03"    |
| 3  | Kelme-Costa Blanca              | + 31' 23"    |
| 4  | Fassa Bortolo                   | + 38' 25"    |
| 5  | Banesto                         | + 41' 36"    |
| 6  | Mercatone Uno-Albacom           | + 1t 16' 02" |
| 7  | Aguardiente Néctar-Selle Italia | + 1t 40' 11" |
| 8  | Lampre-Daikin                   | + 1t 40' 13" |
| 9  | Liquigas-Pata                   | + 1t 45' 10" |
| 10 | Team Polti                      | + 1t 49' 55" |

|    | Hold                                   | Point |
| -- | -------------------------------------- | ----- |
| 1  | Fassa Bortolo                          | 456   |
| 2  | Mapei-Quick Step                       | 375   |
| 3  | Lampre-Daikin                          | 336   |
| 4  | Team Polti                             | 312   |
| 5  | Vitalicio Seguros                      | 309   |
| 6  | Cantina Tollo                          | 250   |
| 7  | Kelme-Costa Blanca                     | 250   |
| 8  | Liquigas-Pata                          | 248   |
| 9  | Mercatone Uno-Albacom                  | 220   |
| 10 | Saeco Macchine per Caffé-Valli & Valli | 220   |

### Mindre klassifikationer
Andre mindre kendte konkurrencer, hvis førere ikke modtog nogen speciel trøje, blev hædret under Giroen. Andre priser inkluderer Bilboa mest angrebsivrige pokal konkurrencen, hvilket var en opsamling af points opnået i placeringer når de krydsede mellemliggende spurter, bjergpas og slutplaceringen. Italieneren Massimo Strazzer vand konkurrencen om den mest angrebsivrige rytter. Top Runner Trophy Liquigas konkurrencen blev vundet af Francesco Casagrande.